# 南蛮寺の佝僂男
『南蛮寺の佝僂男』（なんばんでらのせむしおとこ）は1957年7月13日に公開された日本映画。製作は大映京都撮影所。配給は大映。モノクロ、スタンダード。
『ノートルダムのせむし男』を怪奇喜劇に翻案した作品。

## スタッフ
- 製作：永田雅一
- 脚本：伏見晁
- 音楽：中林淳真
- 撮影：今井ひろし
- 美術：神田孝一郎
- 録音：奥村雅弘
- 照明：伊藤貞一
- チーフ助監督：小木谷好彦
- 製作チーフ：黒田豊
- スチール：杉山卯三郎
- プロデューサー：溝口勝美
- エグゼクティブプロデューサー：酒井箴
- 監督：斎藤寅次郎

## キャスト
- 阿茶木源三郎：花菱アチャコ
- 並木市之進：林成年
- 並木さゆり：中村玉緒（大人）、江村久美子（少女）
- お町：小町瑠美子
- 夏江：春風すみれ
- 千栄：浪花千栄子
- 芝山咲之助：潮万太郎
- 酒田駿斉：堺駿二
- 風呂間伝兵衛：山茶花究
- 三重子：鈴木三重子
- 黒岩の伴五郎：田端義夫
- お浪：初音礼子
- 光子：真風圭子
- 横山：寺島雄作
- 堀江主膳：南部彰三
- 軍平：西川ヒノデ
- 近江屋金兵衛：林家染丸
- 木戸番：石原須磨男
- 板倉所司代：志摩靖彦
- 桂木仙之助：堀北幸夫
- 留公：西岡タツオ
- お常：小林加奈枝
- お民：小松みどり
- 所司代与力：芝田総二
- 風呂間の家来：菊野昌代士
- 町人：藤崎正雄
- 風呂間の輩下：安田祥郎
- 板倉家の家臣：郷登志彦
- 女中：宮田暁美
- 新吉：富松千代志
- 門前の子供A：富松アケミ
- 門前の子供B：富松孝治